# آرچیل گومیاشویلی
آرچیل میخیلیس دزه گومیاشویلی(به گرجی: არჩილ მიხეილის ძე გომიაშვილი)(۲۳ مارس ۱۹۲۶ – ۳۱ مه ۲۰۰۵) یک بازیگر فیلم و تئاتر گرجی‌تبار بود که بیشتر به خاطر فیلم اقتباسی لئونید گائدای (دوازده صندلی)، برگرفته رمان دوازده صندلی ایلف و پتروف، معروف است. وی در اواخر دهه هشتاد میلادی بازیگری را ترک کرد و به تجارت روی آورد.